# Znojile
Das Fauna-Flora-Habitat-Gebiet Znojile liegt in den Julischen Alpen nordwestlich der gleichnamigen Ortschaft auf dem Gebiet der Gemeinde Tolmin im Nordwesten Sloweniens. Das etwa 10 ha große Schutzgebiet umfasst einige Felspartien um die Gipfel von Koblar und Jehle auf etwa 1000 m. i. J. Eine Besonderheit ist das Vorkommen der in Slowenien endemischen Zottigen Nabelmiere (Moehringia villosa).

## Schutzzweck

### Lebensraumtypen
Folgende Lebensraumtypen nach Anhang I der FFH-Richtlinie sind für das Gebiet gemeldet:
| EU Code | * | Lebensraumtyp (offizielle Bezeichnung) | Fläche [ha] |
| ------- | - | -------------------------------------- | ----------- |
| 8210    |   | Kalkfelsen mit Felsspaltenvegetation   | 10,89       |

### Arteninventar
Folgende Arten von gemeinschaftlichem Interesse kommen im Gebiet vor:
| Bild               | EU Code | * | Art                | wissenschaftlicher Name | Artengruppe |
| ------------------ | ------- | - | ------------------ | ----------------------- | ----------- |
| Moehringia villosa | 4078    |   | Zottige Nabelmiere | Moehringia villosa      | Pflanzen    |